# Graphium
« Zelima » redirige ici. Pour l'astéroïde, voir (633) Zelima.
Genre
Le genre Graphium regroupe des insectes lépidoptères de la famille des Papilionidae et de la sous-famille des Papilioninae.

## Dénomiation
- Le genre a été décrit par le naturaliste italien Giovanni Antonio Scopoli en 1777[1].
- L'espèce type pour le genre est Papilio sarpedon (Linné, 1758), soit aujourd'hui Graphium sarpedon.

### Synonymie
- Zelima (Fabricius, 1807)[2]
- Arisbe (Hübner, 1819)[3]
- Idaides(Hübner, 1819)[4]
- Zetides (Hübner, 1819)[4]
- Ailus (Billberg, 1820)[5]
- Chlorisses (Swainson, 1832)[6]
- Semicudati Koch, 1860[7]
- Pathysa (Reakirt, 1865)[8]
- Dalchina (Moore, 1881) [9]
- Paranticopsis (Wood-Mason & de Nicéville, 1887)[10]
- Pazala (Moore, 1888)[11]
- Deoris( Moore, 1903) [12]
- Klinzigia (Niculescu, 1977)[13]
- Klinzigiana (Niculescu, 1989)
- Eurypyleana (Niculescu, 1989)
- Macfarlaneana (Niculescu, 1989)
- Munroana (Niculescu, 1989)
- Wallaceana (Niculescu, 1989)

## Taxinomie
- Le genre est découpé en cinq sous-genres.

Liste des espèces par sous-genre et groupe

### Graphium (Arisbe)
Groupe de l'adamastor
- Graphium abri (C.R. Smith & Vane-Wright, 2001)
- Graphium adamastor (Boisduval, 1836).
- Graphium agamedes (Westwood, 1842).
- Graphium auriger (Butler, 1876).
- Graphium aurivilliusi (Seeldrayers, 1896).
- Graphium deliae (Libert & Collins, 2007).
- Graphium fulleri (Grose-Smith, 1883).
- Graphium hachei (Dewitz, 1881).
- Graphium kigoma (Carcasson, 1964).
- Graphium olbrechtsi (Berger, 1950).
- Graphium poggianus (Honrath, 1884).
- Graphium rileyi (Berger, 1950).
- Graphium schubotzi (Schultze, 1913)
- Graphium simoni (Aurivillius, 1898).
- Graphium ucalegon (Hewitson, 1865).
- Graphium ucalegonides (Staudinger, 1884).

Groupe de l'angolanus
- Graphium angolanus (Goeze, 1779).
- Graphium endochus (Boisduval, 1836).
- Graphium morania (Angas, 1849).
- Graphium ridleyanus (White, 1843).
- Graphium schaffgotschi (Niepelt, 1927).
- Graphium taboranus (Oberthür, 1886).

Groupe de l'antheus
- Graphium antheus (Cramer, 1779).
- Graphium evombar (Boisduval, 1836)

Groupe du leonidas
- Graphium cyrnus (Boisduval, 1836).
- Graphium leonidas (Fabricius, 1793).
- Graphium levassori (Oberthür, 1890).

Groupe du philonoe
- Graphium philonoe (Ward, 1873).

Groupe du policenes
- Graphium biokoensis (Gauthier, 1984).
- Graphium liponesco (Süffert, 1904).
- Graphium policenes (Cramer, 1775).
- Graphium policenoides (Holland, 1892).

Groupe du tynderaeus
- Graphium tynderaeus (Fabricius, 1793).
- Graphium latreillianus (Godart, 1819).

Groupe Incertae Sedis
- Graphium colonna (Ward, 1873).
- Graphium gudenusi (Rebel, 1911).
- Graphium illyris (Hewitson, 1872).Graphium illyris - Muséum de Toulouse
- Graphium junodi (Trimen, 1893).
- Graphium kirbyi (Hewitson, 1872).

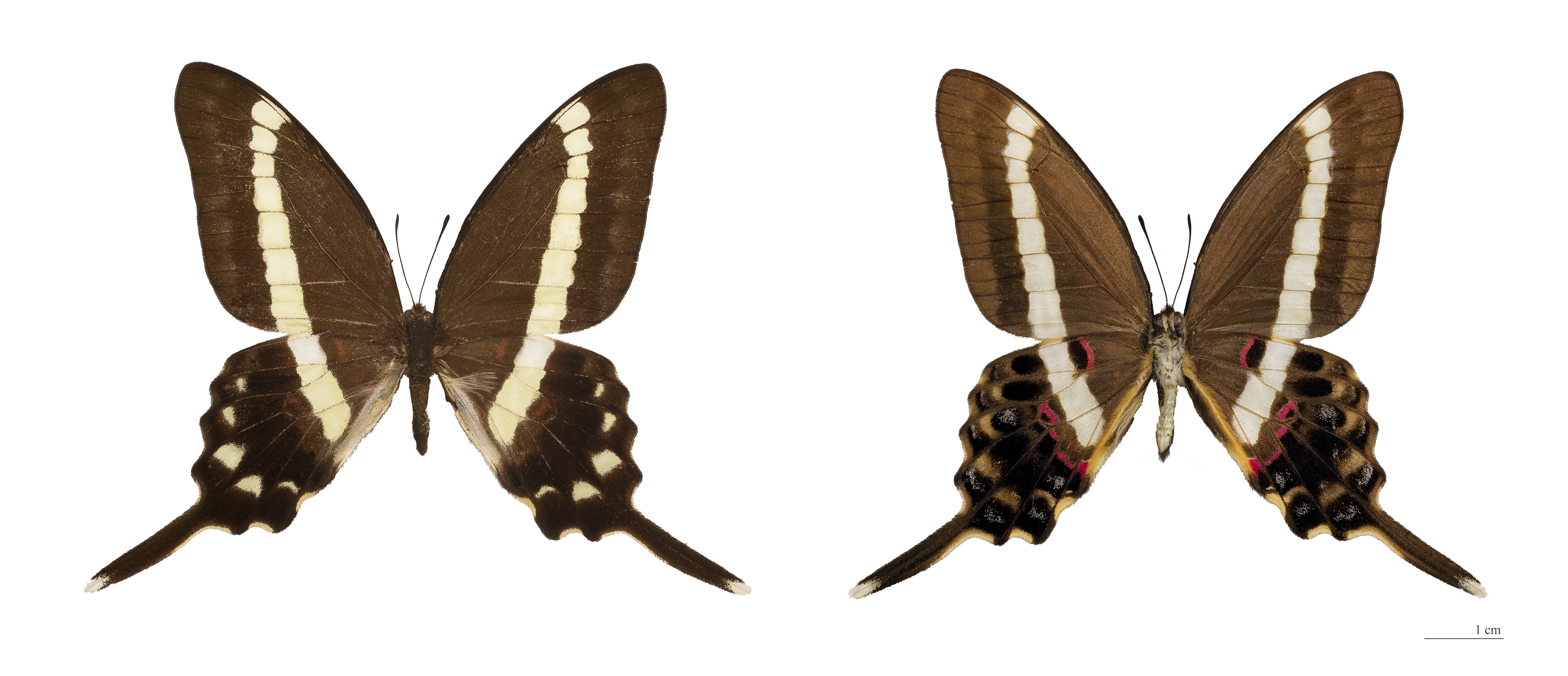
Graphium illyris - Muséum de Toulouse

- Graphium polistratus (Grose-Smith, 1889).
- Graphium porthaon (Hewitson, 1865).

### Graphium (Graphium)(Scopoli, 1777)
- Graphium agamemnon (Linnaeus, 1758).
- Graphium arycles (Boisduval, 1836).
- Graphium bathycles (Zinken, 1831).
- Graphium batjanensis (K. Okano, 1984).
- Graphium browni (Godman & Salvin, 1879).
- Graphium chiron (Wallace, 1865).
- Graphium cloanthus (Westwood, 1841).Graphium cloanthus - Muséum de Toulouse
- Graphium codrus (Cramer, 1777).
- Graphium doson (C. & R. Felder, 1864).

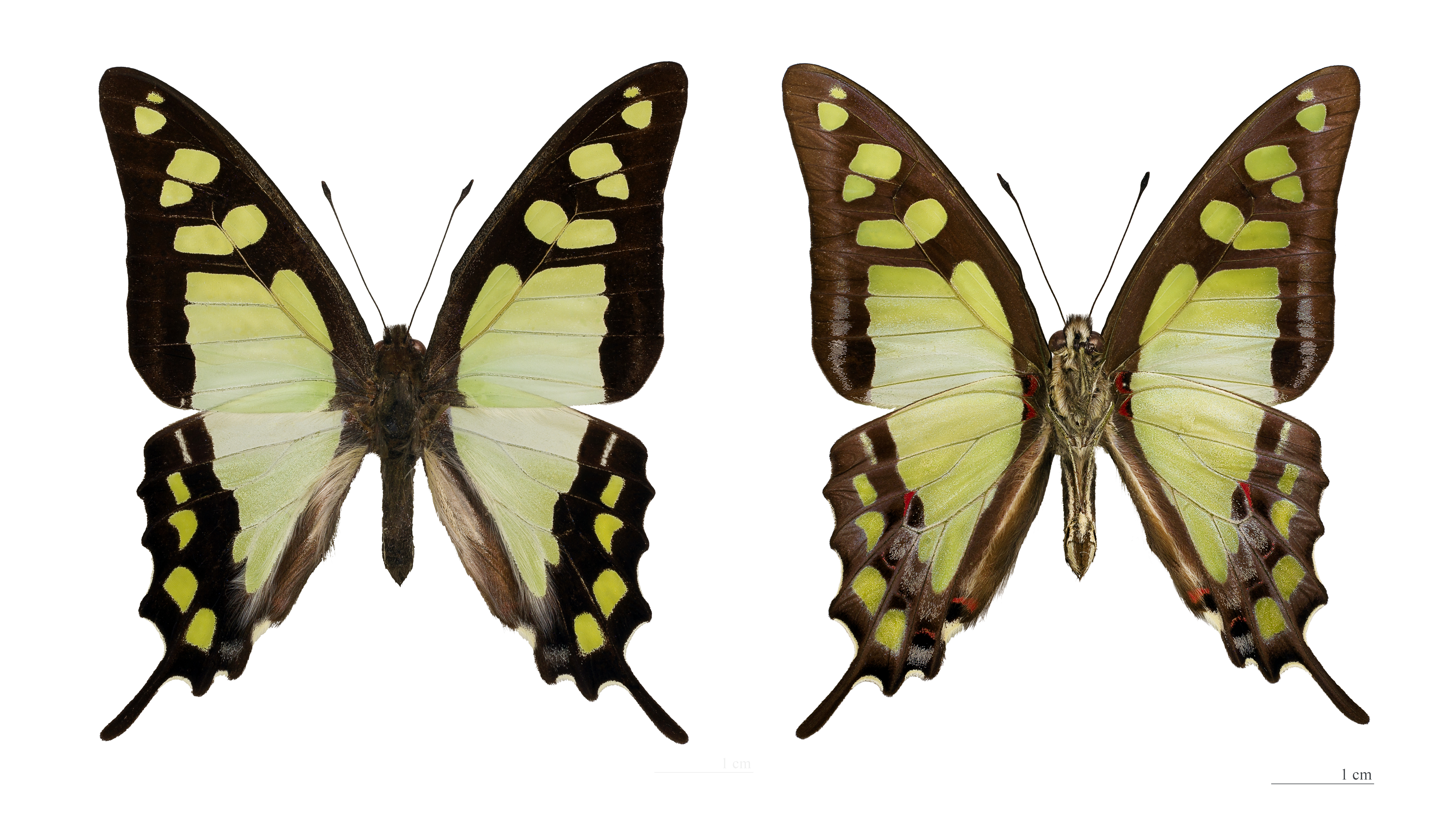
Graphium cloanthus - Muséum de Toulouse

- Graphium empedovana (Corbet, 1941).
- Graphium eurypylus (Linnaeus, 1758).
- Graphium evemon (Boisduval, 1836).
- Graphium gelon (Boisduval, 1859).
- Graphium hicetaon (Mathew, 1886).
- Graphium kosii (Müller, 1999).
- Graphium leechi (Rothschild).
- Graphium macfarlanei (Butler, 1877).
- Graphium macleayanus (Leach, 1814).
- Graphium meeki (Rothschild, 1901).
- Graphium mendana (Godman & Salvin, 1888).
- Graphium meyeri (Hopffer, 1874).
- Graphium  milon
- Graphium monticolus (Fruhstorfer, 1897).
- Graphium procles (Grose-Smith, 1887).
- Graphium sandawanum (Yamamoto, 1977).
- Graphium sarpedon (Linnaeus, 1758).
- Graphium stresemanni (Rothschild, 1916).
- Graphium wallacei (Hewitson, 1858).
- Graphium weiskei (Ribbe, 1900).

### Graphium (Paranticopsis)(Wood-Mason & de Niceville, 1887)
- Graphium delessertii (Guérin-Méneville, 1839).
- Graphium deucalion (Boisduval, 1836).
- Graphium encelades (Boisduval, 1836). Graphium encelades- Muséum de Toulouse

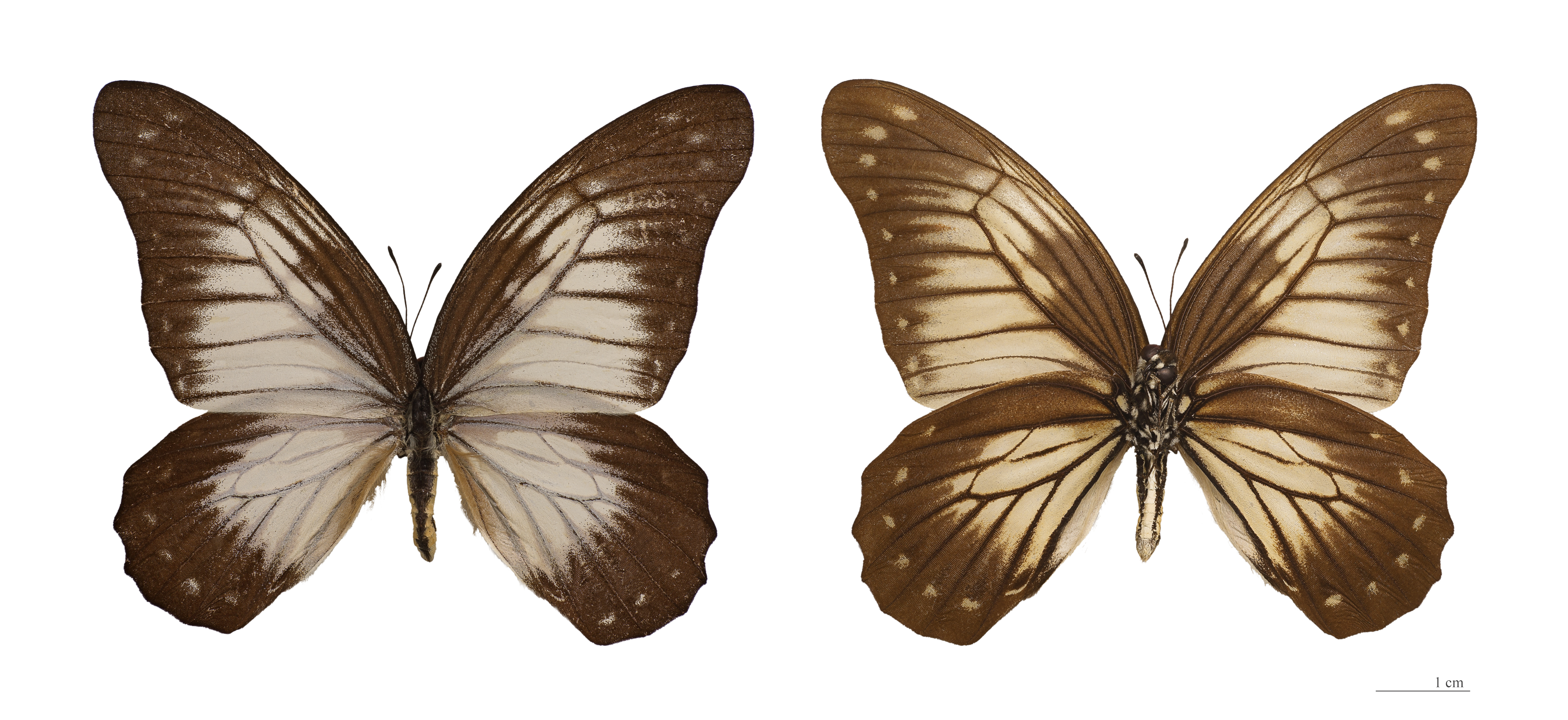
Graphium encelades- Muséum de Toulouse

- Graphium idaeoides (Hewitson, 1853).
- Graphium macareus (Godart, 1819).
- Graphium megaera (Staudinger, 1888).
- Graphium megarus (Westwood, 1844).
- Graphium phidias (Oberthür, 1896).
- Graphium ramaceus (Westwood, 1872).
- Graphium stratocles (C. & R. Felder, 1861).
- Graphium thule (Wallace, 1865).
- Graphium xenocles (Doubleday, 1842).

### Graphium (Pathysa)Reakirt, 1865
- Graphium agetes (Westwood, 1843).
- Graphium androcles (Boisduval, 1836).Graphium androcles (Sulawesi)

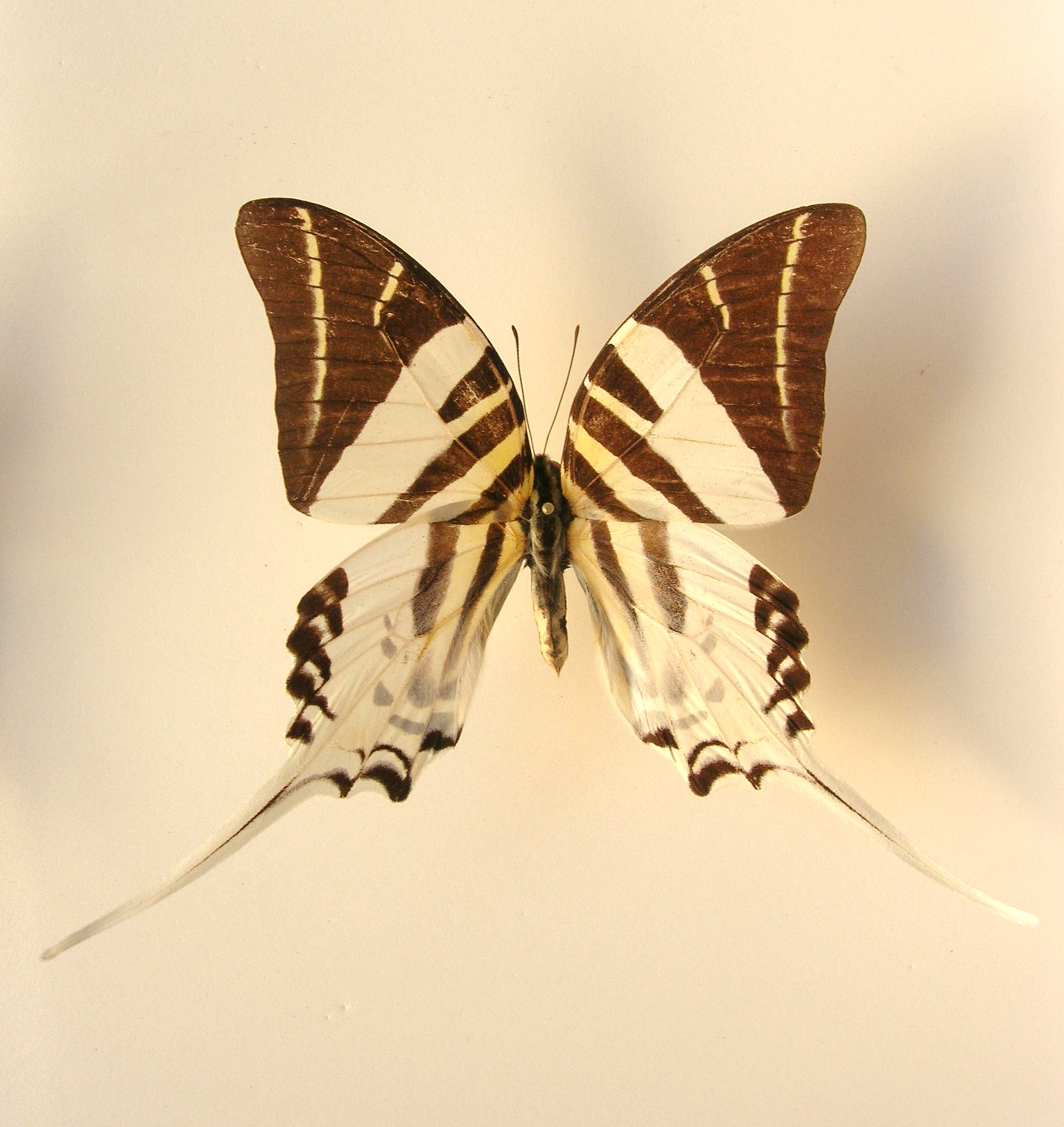
Graphium androcles (Sulawesi)

- Graphium antiphates (Cramer, 1775).
- Graphium aristeus (Stoll, 1780).
- Graphium decolor (Staudinger, 1888).
- Graphium dorcus de Haan, 1840.
- Graphium epaminondas (Oberthür, 1879).
- Graphium euphrates (C. & R. Felder, 1862).
- Graphium euphratoides (Eimer, 1889).
- Graphium nomius (Esper, 1785).
- Graphium rhesus (Boisduval, 1836).
- Graphium stratiotes (Grose-Smith, 1887).

### Graphium (Pazala)(Moore, 1888)
- Graphium alebion (Gray, 1853).
- Graphium eurous (Leech, 1893).
- Graphium incertus (Bang-Haas).
- Graphium sichuanica (Koiwaya, 1993).
- Graphium tamerlanaus (Oberthür).
- Graphium timur (Ney, 1911).

## Répartition
Tous les papillons du genre Graphium ont une aire de répartition suivant les sous-groupes en Afrique,en Asie ou dans les iles du Pacifique, jusqu'en Australie.